# Nancheng
Der Kreis Nancheng (chinesisch 南城县, Pinyin Nánchéng Xiàn) ist ein Kreis in der chinesischen Provinz Jiangxi. Er gehört zum Verwaltungsgebiet der bezirksfreien Stadt Fuzhou. Der Kreis hat eine Fläche von 1.697,97 Quadratkilometern und zählt 306.236 Einwohner (Stand: Zensus 2010). Sein Hauptort ist die Großgemeinde Jianchang (建昌镇).

## Administrative Gliederung
Auf Gemeindeebene setzt sich der Kreis aus neun Großgemeinden und drei Gemeinden zusammen. 